# Spetsknölig nagelskivling
Spetsknölig nagelskivling (Collybia tuberosa) är en svampart som först beskrevs av Pierre Bulliard (v. 1742–1793), och fick sitt nu gällande namn av Paul Kummer 1857. Spetsknölig nagelskivling ingår i släktet Collybia och familjen Tricholomataceae.  Arten är reproducerande i Sverige. Inga underarter finns listade i Catalogue of Life.

## Källor

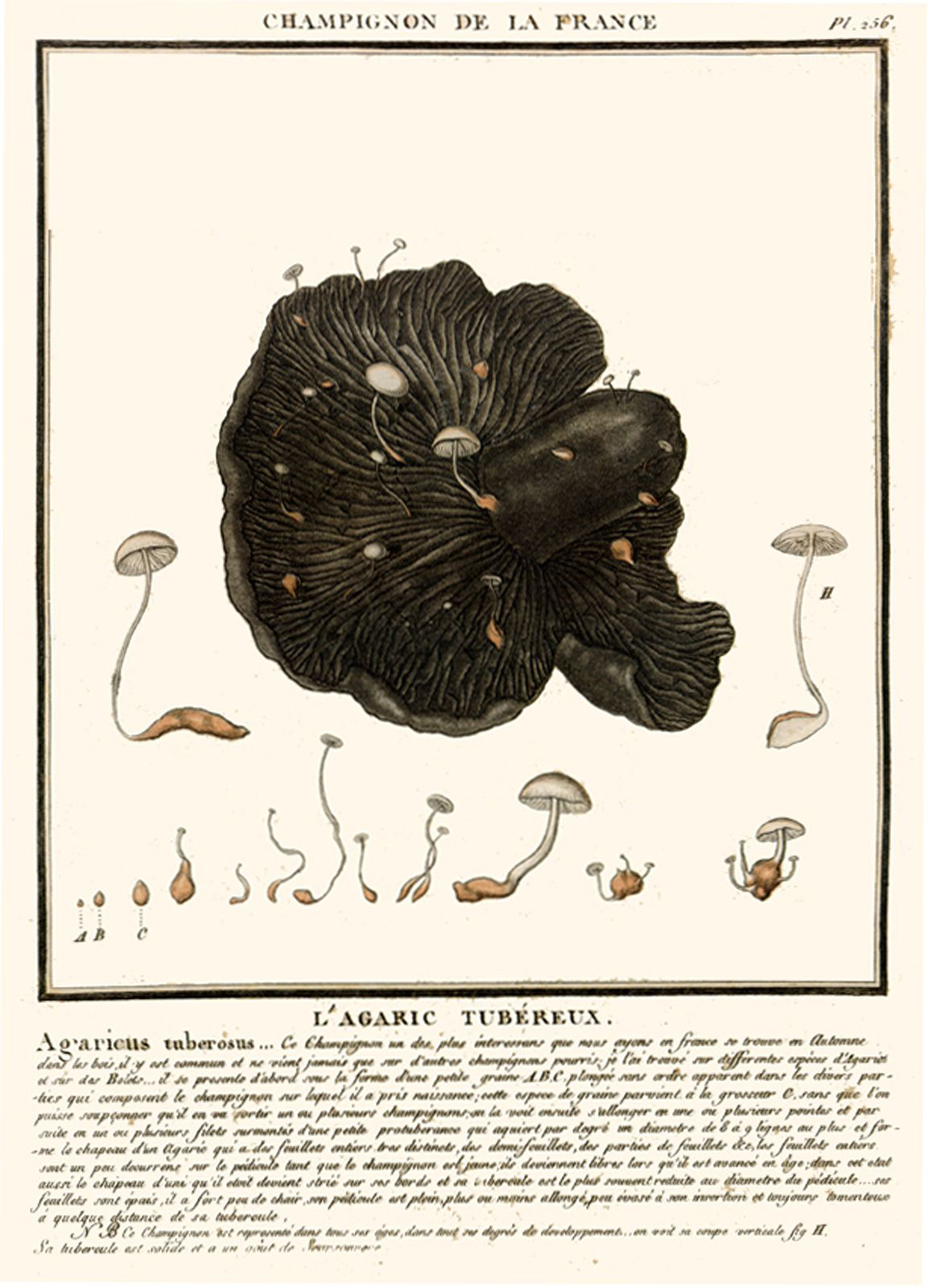
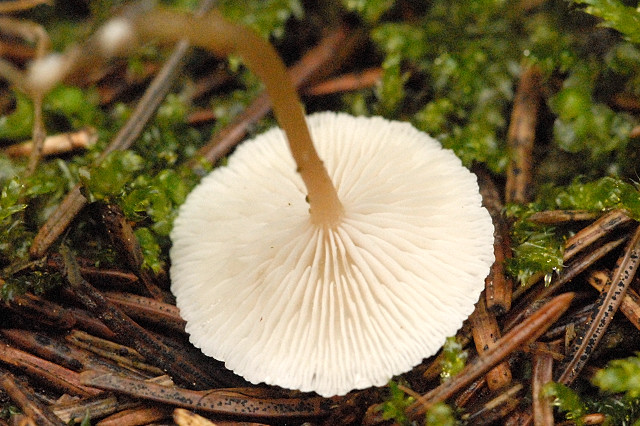